# Leichtathletik-Länderkämpfe mit bundesdeutscher Beteiligung 1984
| Leichtathletik-Länderkämpfe mit bundesdeutscher Beteiligung 1984        | Leichtathletik-Länderkämpfe mit bundesdeutscher Beteiligung 1984 | Leichtathletik-Länderkämpfe mit bundesdeutscher Beteiligung 1984 | Leichtathletik-Länderkämpfe mit bundesdeutscher Beteiligung 1984 |
| ----------------------------------------------------------------------- | ---------------------------------------------------------------- | ---------------------------------------------------------------- | ---------------------------------------------------------------- |
|                                                                         |                                                                  |                                                                  |                                                                  |
| 1. Länderkampf 1984, Werfer (Männer): FRG – FIN                         |                                                                  |                                                                  |                                                                  |
| Aachen 30. Mai 1984                                                     | Aachen 30. Mai 1984                                              | 1. FRG 2. FIN                                                    | 48 P 36 P                                                        |
| 2. Länderkampf 1984, Werfer (Frauen): FRG – BGR – FIN                   |                                                                  |                                                                  |                                                                  |
| Lage 31. Mai 1984                                                       | Lage 31. Mai 1984                                                | 1. BGR 2. FRG 3. FIN                                             | 54 P 47 P 37 P                                                   |
| 3. Länderkampf 1984, Geher (Männer): FRG – POL – SUI                    |                                                                  |                                                                  |                                                                  |
| Eschborn 3. Juni 1984                                                   | Eschborn 3. Juni 1984                                            | 1. POL 2. FRG 3. SUI                                             | 23 P 17 P 6 P                                                    |
| 4. Länderkampf 1984, Geher (Frauen): FRG – POL – DNK                    |                                                                  |                                                                  |                                                                  |
| Eschborn 3. Juni 1984                                                   | Eschborn 3. Juni 1984                                            | 1. POL 2. FRG 3. DNK                                             | 22 P 17 P 6 P                                                    |
| 5. Länderkampf 1984, Zehnkampf (Männer): FRG – POL                      |                                                                  |                                                                  |                                                                  |
| Mannheim 8./9. Juni 1984                                                | Mannheim 8./9. Juni 1984                                         | 1. FRG 2. POL                                                    | 34.002 P 30.532 P                                                |
| 6. Länderkampf 1984, Siebenkampf (Frauen): FRG – BGR                    |                                                                  |                                                                  |                                                                  |
| Mannheim 8./9. Juni 1984                                                | Mannheim 8./9. Juni 1984                                         | 1. FRG 2. BGR                                                    | 18.577 P 16.869 P                                                |
| 7./8./9. Länderkampf 1984, Männer: FRG – FRA / FRG – POL / FRG – CSK    |                                                                  |                                                                  |                                                                  |
| Hannover 15./16. Juni 1984                                              | Hannover 15./16. Juni 1984                                       | 1. FRG 2. FRA                                                    | 129 P 93 P                                                       |
| Hannover 15./16. Juni 1984                                              | Hannover 15./16. Juni 1984                                       | 1. FRG 2. POL                                                    | 118 P 101 P                                                      |
| Hannover 15./16. Juni 1984                                              | Hannover 15./16. Juni 1984                                       | 1. FRG 2. CSK                                                    | 131 P 91 P                                                       |
| 10./11./12. Länderkampf 1984, Frauen: FRG – FRA / FRG – POL / FRG – CSK |                                                                  |                                                                  |                                                                  |
| Hannover 15./16. Juni 1984                                              | Hannover 15./16. Juni 1984                                       | 1. FRG 2. FRA                                                    | 94 P 52 P                                                        |
| Hannover 15./16. Juni 1984                                              | Hannover 15./16. Juni 1984                                       | 1. FRG 2. POL                                                    | 87 P 59 P                                                        |
| Hannover 15./16. Juni 1984                                              | Hannover 15./16. Juni 1984                                       | 1. FRG 2. CSK                                                    | 84 P 62 P                                                        |
| 13. Länderkampf 1984, Straßenlauf (Männer): SUI – FRG – FRA – ITA – NLD |                                                                  |                                                                  |                                                                  |
| Obergerlafingen 7. Juli 1984                                            | Obergerlafingen 7. Juli 1984                                     | 1. ITA A 2. ITA B 3. FRG 4. SUI 5. NLD 6. FRA                    | Pzf. 23 Pzf. 37 Pzf. 48 Pzf. 75 Pzf. 84 Pzf. 85                  |
| 14. Länderkampf 1984, Straßenlauf (Frauen): SUI – FRG – FRA – ITA – NLD |                                                                  |                                                                  |                                                                  |
| Obergerlafingen 7. Juli 1984                                            | Obergerlafingen 7. Juli 1984                                     | 1. ITA 2. FRG 3. NLD 4. FRA 5. SUI                               | Pzf. 12 Pzf. 16 Pzf. 25 Pzf. 26 Pzf. 43                          |
| 15. Länderkampf 1984, Männer: GRC – FRG B – BGR – HUN                   |                                                                  |                                                                  |                                                                  |
| Athen 10./11. Juli 1984                                                 | Athen 10./11. Juli 1984                                          | 1. BGR 2. HUN 3. FRG B 4. GRC                                    | 211 P 203 P 153 P 145 P                                          |
| 16. Länderkampf 1984, Männer: ITA – FRG B                               |                                                                  |                                                                  |                                                                  |
| Caorle 15. Juli 1984                                                    | Caorle 15. Juli 1984                                             | 1. ITA 2. FRG B                                                  | 123 P 97 P                                                       |
| 17./18./19. Länderkampf 1984, Frauen: POL – FRG / FRG – BGR / FRG – HUN |                                                                  |                                                                  |                                                                  |
| Warschau 15. Juli 1984                                                  | Warschau 15. Juli 1984                                           | 1. POL 2. FRG                                                    | 97,0 P 59,0 P                                                    |
| Warschau 15. Juli 1984                                                  | Warschau 15. Juli 1984                                           | 1. BGR 2. FRG                                                    | 102,0 P 52,0 P                                                   |
| Warschau 15. Juli 1984                                                  | Warschau 15. Juli 1984                                           | 1. FRG 2. HUN                                                    | 79,5 P 76,5 P                                                    |
| 20. Länderkampf 1984, Siebenkampf (Frauen): FRG – URS                   |                                                                  |                                                                  |                                                                  |
| Ahlen 8./9. September 1984                                              | Ahlen 8./9. September 1984                                       | 1. URS 2. FRG                                                    | 18.820 P 17.445 P                                                |
| 21. Länderkampf 1984, Geher (Frauen): FRG – FRA                         |                                                                  |                                                                  |                                                                  |
| Ahlen 22. September 1984                                                | Ahlen 22. September 1984                                         | 1. FRA 2. FRG                                                    | 13 P 9 P                                                         |
| 22. Länderkampf 1984, Geher (Männer): FRG – FRA                         |                                                                  |                                                                  |                                                                  |
| Ahlen 22./23. September 1984                                            | Ahlen 22./23. September 1984                                     | 1. FRA 2. FRG                                                    | 23 P 21 P                                                        |
| Chronik                                                                 |                                                                  |                                                                  |                                                                  |
| ← Länderkämpfe 1983                                                     | ← Länderkämpfe 1983                                              | Länderkämpfe 1985 →                                              | Länderkämpfe 1985 →                                              |

Im Jahr 1984 wurden 22 Leichtathletikländerkämpfe mit bundesdeutscher Beteiligung in sechzehn Veranstaltungen ausgetragen. Das waren zwei Vergleiche mehr als im Vorjahr. Die größte Anzahl von 27 Begegnungen hatte es 1974 gegeben.
Nicht berücksichtigt sind Veranstaltungen wie der sogenannte „Lugano-Cup“, ein Weltcup der Geher unter dem Dach des Weltleichtathletikverbands (früher: IAAF), der ab 1965 unter Regie des Europäischen Leichtathletikverbands durchgeführte Leichtathletik-Europacup sowie ähnliche Events. Hier handelt es sich um Veranstaltungen, die als eigene Wettbewerbe ähnlich wie auch der Leichtathletik-Continentalcup (ab 1984) und der Geher-Europacup (ab 1996) außerhalb der üblichen Länderkämpfe durchgeführt wurden.
Aufgeführt sind hier die Länderkämpfe bundesdeutscher Leichtathleten. Die Sportler der DDR führten nach der deutschen Teilung im Jahr 1949 eigene Veranstaltungen durch.
Elf der Vergleiche in dieser Saison bestanden aus dem allgemeinen leichtathletischen Programm. In den anderen elf Begegnungen standen die Wettbewerbsbereiche Gehen, Straßenlauf, Werfen, und Mehrkampf auf dem Programm. Die Männer bestritten zehn, die Frauen zwölf Vergleiche. Damit gab es zum ersten Mal mehr Frauen- als Männerländerkämpfe.
Von den Frauenbegegnungen fanden sechs als Veranstaltungen allgemeiner leichtathletischer Disziplinen, je zwei im Gehen und Siebenkampf sowie je eine im Straßenlauf und Gehen statt.
Fünf der Männerbegegnungen waren Wettkämpfe mit den allgemeinen leichtathletischen Disziplinen. Zwei Länderkämpfe wurden von den Gehern bestritten sowie je einer von den Straßenläufern, Werfern und Zehnkämpfern.

## Saisonhöhepunkt
Internationaler Höhepunkt in dieser Saison waren die Olympischen Spiele in Los Angeles. Die Leichtathletikwettbewerbe wurden dort vom 3. bis 12. August ausgetragen. Wie die vorangegangenen Spiele von Moskau litt die Veranstaltung unter einem Boykott. Diesmal waren es die Sowjetunion und ihre Verbündeten, die als Gegenboykott für das Fernbleiben der USA und vieler weiterer westlicher Staaten, darunter die Bundesrepublik Deutschland, nicht an den Spielen von Los Angeles teilnahmen. Offiziell wurde das mit einer nicht gewährten Sicherheit für die Teilnehmer begründet. Das bundesdeutsche Team belegte im Medaillenspiegel mit vier Gold-, zwei Silber- und fünf Bronzemedaillen den zweiten Platz hinter den USA (15 Gold / 16 Silber / 9 Bronze). Großbritannien, Rumänien und Italien folgten mit je drei Olympiasiegen.

## Bilanz
In der Saison 1984 gab es für die bundesdeutschen Männer in ihren zehn Länderkämpfen mit fünf Niederlagen zwei verlorene Vergleiche mehr als im Vorjahr und drei weniger als 1974, dem Jahr mit den meisten Niederlagen:
- Geher-Vergleich gegen Polen und die Schweiz am 3. Juni in Eschborn (Platz zwei hinter Polen)
- Straßenlauf-Vergleich gegen die Schweiz, Frankreich, Italien A-/B-Team und die Niederlande am 7. Juli in Obergerlafingen (Platz drei hinter Italien A- und B-Team)
- Ländervergleich einer bundesdeutschen B-Mannschaft gegen Griechenland. Bulgarien und Ungarn am 10./11. Juli in Athen (Platz drei hinter Bulgarien und Ungarn)
- Ländervergleich einer bundesdeutschen B-Mannschaft gegen Italien am 15. Juli in Caorle
- Geher-Vergleich gegen Frankreich am 22./23. September in Ahlen

Die fünf weiteren Männerbegegnungen entschieden die bundesdeutschen Athleten für sich. Die Siege resultierten aus drei Vergleichen mit dem allgemeinen leichtathletischen Programm sowie je einer Begegnung der Werfer und Zehnkämpfer.
Damit wiesen die Männer eine ausgeglichene Bilanz auf. Negative Bilanzen hatte es in der Länderkampfgeschichte seit 1921 mit den Jahren 1976, 1977, 1979, 1980 und 1982 erst fünf Mal gegeben. Am Ende der Saison hatte die bundesdeutsche Mannschaft in ihren nun insgesamt 398 Vergleichen 287 Siege und vier Unentschieden erzielt sowie 107 Niederlagen erlitten.
Die Frauen mussten in ihren elf Länderkämpfen sieben Niederlagen hinnehmen, das waren drei mehr als im letzten Jahr bei allerdings auch fünf Vergleichen mehr als 1983. Folgende Länderkämpfe der Frauen gingen verloren:
- Werfer-Vergleich gegen Bulgarien und Finnland am 31. Mai in Lage (Platz zwei hinter Bulgarien)
- Geher-Vergleich gegen Polen und Dänemark am 3. Juni in Eschborn (Platz zwei hinter Polen)
- Geher-Vergleich gegen Dänemark am 7. Juli in Obergerlafingen (Platz zwei hinter Italien)
- Ländervergleich gegen Polen am 18./19. Juli in Warschau
- Ländervergleich gegen Bulgarien am 18./19. Juli in Warschau
- Siebenkampf-Vergleich gegen die Sowjetunion am 8./9. September in Ahlen
- Geher-Vergleich gegen Frankreich am 22. September in Ahlen

Die fünf weiteren Frauenbegegnungen entschieden die bundesdeutschen Athletinnen für sich. Der Siege resultierten aus vier Länderkämpfen mit dem allgemeinen leichtathletischen Programm und einem Siebenkampf. Die Bilanz war bei sieben Niederlagen und fünf Siegen negativ.
Damit hatten die deutschen Frauen seit 1928 in nun 175 Aufeinandertreffen insgesamt 108 Siege errungen, ein Unentschieden erzielt und 66 Niederlagen hinnehmen müssen.
In der Gesamtsumme aller ihrer Länderkämpfe hatten die deutschen Leichtathleten von 573 Vergleichen 395 gewonnen, 173 verloren und fünf Unentschieden erzielt. 38 der Niederlagen stammten dabei aus 29 zweiten Plätzen, sieben dritten und einem vierten Rang sowie einer Platzierung ohne Wertung hinter vier Gegnerteams in Begegnungen mit mehr als zwei Nationen.

## Bedeutung der Länderkämpfe in der Leichtathletik
Der Stellenwert von Länderkämpfen war in den letzten Jahren erheblich gesunken. Die Konkurrenz anderer Veranstaltungen war groß und sollte weiter wachsen. In den vergangenen Jahren waren neue Wettkampfformen hinzugekommen wie der oben schon genannte Europacup und der Weltcup (später Continentalcup). Außerdem gab es Europa- und Weltcupveranstaltungen für Teildisziplinen der Leichtathletik wie dem Gehen (Lugano-Cup) und dem Mehrkampf, die mehr Aufmerksamkeit auf sich zogen als die früher hoch im Kurs stehenden Länderkämpfe. Die Bedeutung einzelner Sportfeste, die für die Sportler im Hinblick auf Prämien für den Antritt, für Siege und für Rekorde immer lukrativer wurden, nahm sukzessive zu. Hier sind unter anderem Events wie Weltklasse Zürich, ISTAF Berlin, ASV-Sportfest Köln oder Sportfeste in Stockholm, Oslo, Monaco, … zu nennen, die später als IAAF Super Grand Prix, IAAF Golden League und Diamond League noch erheblich bedeutsamer wurden.
So wurden in den 1950er, 1960er und beginnenden 1970er Jahren Länderkämpfe noch teilweise als Live-Sendung im Fernsehen übertragen, was danach nicht mehr der Fall war, weil die Aufmerksamkeit in der Leichtathletik auf andere oben genannte Bereiche überging. Die Gewichtung sollte sich in den kommenden Jahren noch viel mehr auf Veranstaltungen verschieben, in denen der Fokus stärker auf die Einzelsportler und Staffeln gerichtet war. Länderkämpfe und Ländervergleiche auch in Form von Europacup und Weltcup spielten dabei abgesehen von der Beachtung durch ein Fachpublikum eine in den kommenden Jahren zunehmend untergeordnete Rolle. Neben bestimmten klassischen Sportfesten mit hohen Prämien ragten dabei vor allem die Wettbewerbe bei Olympischen Spielen, Europameisterschaften und ab 1984 bei Weltmeisterschaften heraus.
Die Anzahl der Länderkämpfe blieb allerdings weiter auf dem hohen Level der Jahre, in denen diese Vergleiche eine große Rolle spielten.

## Verschiedene Formen von Länderkämpfen
Es gab weiterhin sechs verschiedene Arten von Länderkämpfen:
1. Vergleiche mit einer Mischung von Disziplinen aus dem allgemeinen leichtathletischen Programm
Jede Nation war in der Regel mit zwei Athleten je Disziplin vertreten. Bei den Männern waren hier zwanzig Wettbewerbe zum Standard geworden. Allerdings wurden die beiden Langstrecken über 5000 und 10.000 Meter inzwischen verkürzt als Rennen über 3000 und 5000 Meter durchgeführt. Aus dem olympischen Wettbewerbskatalog fehlten demnach in der Regel nur der 10.000-Meter-Lauf, der Marathonlauf, die beiden Gehwettbewerbe und der Zehnkampf.
Der Länderkampfdisziplinkatalog bei den Frauen hatte bis 1968 standardmäßig aus elf Disziplinen bestanden und war mit den damals bei Olympischen Spielen angebotenen Frauenwettbewerben identisch. Von 1969 an gab es hier Veränderungen: (1) Mit dem 1500-Meter-Lauf sowie der 4-mal-400-Meter-Staffel wurden zwei neue Wettbewerbe, die bei den Europameisterschaften 1969 in das Programm aufgenommen worden waren, mit in den Katalog der Frauenländerkämpfe integriert. Damit erhöhte sich die Zahl der Disziplinen auf dreizehn. (2) Der 80-Meter-Hürdenlauf war ab 1969 überall durch den 100-Meter-Hürdenlauf ersetzt worden. Das war auch bei den Länderkämpfen der Fall. Neu hinzu kam nun manchmal auch ein Rennen über 3000 Meter, eine Strecke, die erst 1984 olympisch wurde und dann in Angleichung an das Männerprogramm 1996 durch den 5000-Meter-Lauf abgelöst wurde.
In seltenen Fällen gab es in Länderkämpfen sowohl bei den Frauen als auch bei den Männern Abweichungen vom Standard in Form von Hinzunahme oder Weglassen einzelner Disziplinen.
2. Vergleiche im Mehrkampf – bei den Frauen im Siebenkampf, bei den Männern im Zehnkampf
Bei den Frauen wurde der Fünfkampf ab 1981 unter Angleichung an den internationalen Programmkatalog durch den Siebenkampf ersetzt.
Die Zahl der Vertreter je Land war dabei nicht standardisiert. In der Regel wurden von den gestarteten Teilnehmern nicht alle gewertet. Bei vier Vertretern je Disziplin beispielsweise wurden meist die drei Besten gewertet.
3. Vergleiche der Geher
Diese Begegnungen wurden bei den Männern in Form von Straßengehen ausgetragen. Es kamen zwei Disziplinen zur Austragung, ein Wettkampf über 20 Kilometer und ein Wettkampf über eine längere Distanz, die manchmal über 35 und manchmal über 50 Kilometer führte.
1976 kam das Gehen auch für die Frauen ins Programm. Ausgetragen wurde dabei anfangs ein Wettbewerb über 5000 Meter, 1976 auf der Straße, später wechselweise auf der Bahn oder auf der Straße. Später gab es auch Wettbewerbe über eine Streckenlänge von zehn Kilometern. Das Gehen für Frauen stand erst ganz am Anfang seiner Entwicklung, diese Sportart musste sich im Frauenbereich noch durchsetzen. Bei Olympischen Spielen gab es 1992 in Barcelona zum ersten Mal einen Geher-Frauenwettbewerb, bei Europameisterschaften war das 1986 in Stuttgart zum ersten Mal der Fall.
Bezüglich der Teilnehmerzahl je Land und Wettbewerb wurde verfahren wie in den Mehrkämpfen.
4. Vergleiche im Straßenlauf
Bis einschließlich 1980 wurde ein Rennen über dreißig Kilometer ausgetragen. 1981 war die Streckenlänge auf 25 Kilometer gekürzt worden, ab 1982 fand das Rennen wieder über dreißig Kilometer statt. Auch hier wurde bezüglich der Teilnehmerzahl je Land verfahren wie in den Mehrkämpfen. Ab 1982 trugen auch die Frauen Straßenlauf-Länderkämpe über 25 Kilometer aus
5. Vergleiche im Marathonlauf.
Bezüglich der Teilnehmerzahl je Land wurde hier ebenfalls verfahren wie in den Mehrkämpfen. In der Saison 1984 wurden keine Marathonlauf-Länderkämpfe ausgetragen.
6. Vergleiche im Halbmarathon.
Diese Länderkampfform wurde 1982 zum ersten Mal ausgetragen, und zwar als Wettbewerb für Frauen. Bezüglich der Teilnehmerzahl je Land wurde hier verfahren wie in den Mehrkämpfen. Halbmarathonlauf-Länderkämpfe fanden ebenso wie Vergleiche im Marathonlauf und im Springen in diesem Jahr nicht statt.
7. Vergleiche mit den alleinigen Disziplinen Sprung und Wurf/Stoß.
Wie in den beiden Jahren zuvor gab es auch 1984 Länderkämpfe, in denen alleine Werfer/Stoßer antraten. Ländertreffen der Springer wurden in dieser Saison nicht ausgetragen.
8. Vergleiche mit der alleinigen Disziplin Lauf.
Diese Art von Länderkämpfen wurde 1984 zum ersten Mal durchgeführt. Auf dem Programm standen dabei Rennen über 400, 800 und 5000 Meter sowie 3000 Meter Hindernis. In diesem Jahr gab es keine reinen Läufervergleiche.

## Austragungsform und Wertungsmodus
In der Vergangenheit wurden Länderkämpfe mit dem allgemeinen leichtathletischen Programm in der Regel mit zwei Vertretern pro Land und Disziplin durchgeführt. In einigen Vergleichen wurden wie schon in den Jahren zuvor drei Teilnehmer je Land und Wettbewerb eingesetzt. Die Regeln zur Punktevergabe wurden dabei durchgängig so angewendet, dass der Letztplatzierte einen Punkt erhielt, die weiteren Athleten in den Platzierungen jeweils aufwärts bis hin zu Rang zwei einen Punkt mehr. Der Erstplatzierte bekam zwei Punkte mehr gutgeschrieben als der Athlet auf Platz zwei. Für Länderkämpfe mit zwei Vertretern je Land und Disziplin bedeutete das: Platz 1: 5 P, Pl. 2: 3 P, Pl. 3: 2 P, Pl. 4: 1 P. Bei drei Vertretern je Land und Disziplin ergab sich folgende Punktevergabe: Platz 1: 7 P, Pl. 2: 5 P, Pl. 3: 4 P, Pl. 4: 3 P, Pl. 5: 2 P, Pl. 6: 1 P. Für die Staffeln gab es durchgängig fünf zu zwei Punkte.
Die Regeln zur Punktevergabe wurden ohne Ausnahme nach diesem standardisierten Wertungssystem angewendet. In weiteren Begegnungen mussten aufgrund anderer Rahmenbedingungen – mehr als zwei Teilnehmer je Nation in der Wertung oder mehr als ein Gegnerland – andere Regeln zur Punktevergabe zur Anwendung kommen. In den Mehrkämpfen wurden die Begegnungen entweder wie in anderen Begegnungen über die Platzierungen oder die Addition der im Wettkampf erzielten Punkte gewertet. Ähnlich wurde in den Straßenlauf-Länderkämpfen verfahren. Dort wurde entweder über die Platzierungen oder über die Addition der erzielten Zeiten gewertet.

## Zahl der Länderkämpfe
In diesem Jahr gab es wieder Veranstaltungen, in denen mehr als zwei Nationen antraten, die jedoch nicht gemeinsam wie in einem Drei- bzw. Vierländerkampf gewertet wurden. Stattdessen wurden hier in einer gemeinsamen Austragung jeweils getrennte Zweierwertungen vorgenommen. In diesen Ansetzungen wurden somit zwei bzw. drei Länderkämpfe gleichzeitig in gemeinsamer Durchführung ausgetragen. Drei Aufeinandertreffen dieser Art gab es in dieser Saison. So kommen in der Zählung in diesem Jahr insgesamt 22 Länderkämpfe bei nur sechzehn Veranstaltungen zustande.

## Werfer-Länderkampf der Männer gegen Finnland
Das Länderkampfjahr begann wie in den beiden letzten Jahren mit einem Vergleich der Werfer. Gegner waren 1982 Italien und 1983 Polen gewesen. Nun traten die bundesdeutschen Sportler zum ersten Mal in einem Zweiländerkampf der Werfer gegen Finnland an. Die Begegnung wurde am 30. Mai in Aachen ausgetragen. Im Rahmen eines Dreiländervergleichs hatte es 1974 bereits einmal ein Aufeinandertreffen gegeben, an dem auch die Springer und als dritter Teilnehmer Polen vertreten waren. Damals hatte Finnland vor der Bundesrepublik und Polen gewonnen. In Aachen siegten die bundesdeutschen Athleten deutlich mit 48 zu 36 Punkten.

## Werfer-Länderkampf der Frauen gegen Bulgarien und Finnland
Im zweiten Ländervergleich bestritten die bundesdeutschen Leichtathletinnen ihren ersten Werfer-Länderkampf. Am 31. Mai traten sie im westfälischen Lage gegen Bulgarien und Finnland an. Den Bulgarinnen mussten sich die bundesdeutschen Vertreterinnen dabei geschlagen geben. Bulgarien siegte mit 54 Punkten vor der Bundesrepublik Deutschland (47 Punkte). Finnland wurde mit 37 Punkten Dritter.

## Geher-Länderkampf der Männer gegen Polen und die Schweiz
Auch im dritten Länderkampf dieser Saison war nur ein Teilbereich aus dem allgemeinen Leichtathletikprogramm vertreten. Die bundesdeutschen Geher traten am 3. Juni in der südhessischen Stadt Eschborn gegen Polen und die Schweiz an. Mit Polen hatte es vor dieser Veranstaltung noch keine Begegnung der bundesdeutschen Geher gegeben. Auf die Schweiz dagegen war die Bundesrepublik in Zweiländerkämpfen der Geher bereits acht Mal gestoßen. Die ersten vier Begegnungen hatte allesamt die Schweiz mit ihren damals starken Gehern gewonnen. Seit 1961 hatte die Bundesrepublik jeweils vorne gelegen. So lautete die Zwischenbilanz vier zu vier. Zwischenzeitlich hatte es darüber hinaus Begegnungen unter Beteiligung von weiteren Teilnehmern gegeben, in denen jeweils die bundesdeutschen Geher gesiegt hatten. In Eschborn setzte sich Polen mit 23 Punkten bei einem Vorsprung von sechs Punkten vor der Bundesrepublik Deutschland durch. Die Schweiz landete mit sechs Punkten abgeschlagen auf dem dritten Platz. Auch die Geherinnen trugen in Lage zum selben Datum einen Dreiländerkampf aus.

## Geher-Länderkampf der Frauen gegen Polen und Dänemark
Wie ihre männlichen Kollegen bestritten die bundesdeutschen Geherinnen im vierten Vergleich des Jahres 1984 am 3. Juni in Eschborn einen Länderkampf. Auch hier war einer der Gegner Polen. Als weiterer Kontrahent trat allerdings nicht die Schweiz, sondern Dänemark an. Auf Polen stießen die bundesdeutschen Geherinnen hier zum ersten Mal. An den Treffen mit den dänischen Geherinnen waren stets weitere Länder beteiligt gewesen, immer waren die Däninnen den bundesdeutschen Vertreterinnen dabei unterlegen gewesen. Im Vorjahr hatte Dänemark die Bundesrepublik in einem Zweiländerkampf dagegen besiegen können. Auch in Eschborn setzte sich Polen durch und kam dabei auf 22 Punkte. Fünf Punkte dahinter belegte die Bundesrepublik Deutschland Rang zwei. Dänemark blieb mit sechs Punkten der dritte Platz.

## Zehnkampf-Länderkampf der Männer gegen Polen
Im Gegensatz zum Vorjahr bestritten nun auch die Zehnkämpfer wieder einen Länderkampf. Im Vergleich Nummer fünf dieser Saison traten sie am 8./9. Juni in Mannheim gegen Polen an. Zuvor hatte es erst einen Zweiländervergleich der bundesdeutschen Zehnkämpfer mit Polen gegeben. Dabei hatte sich 1972, als in getrennter Wertung zusätzlich die Sowjetunion beteiligt war, Polen durchgesetzt. Darüber hinaus hatte es Vergleiche mit mehreren beteiligten Ländern zwischen der Bundesrepublik und Polen gegeben, die unterschiedlich ausgegangen waren. In Mannheim endete die Begegnung mit einem sehr deutlichen Sieg des bundesdeutschen Teams mit 34.002 zu 30.532 Punkten. Gleichzeitig trugen am selben Ort auch die weiblichen Mehrkämpferinnen einen Länderkampf aus.

## Siebenkampf-Länderkampf der Frauen gegen Bulgarien
Gleichzeitig mit dem Vergleich der bundesdeutschen Zehnkämpfer gegen Polen fand ebenfalls am 8./9. Juni in Mannheim als sechster Länderkampf des Jahres eine Begegnung der Siebenkämpferinnen gegen Bulgarien statt. Ein Aufeinandertreffen mit den bulgarischen Mehrkämpferinnen hatte es zuvor noch nicht gegeben. Das bundesdeutsche Team gewann mit 18.577 zu 16.869 Punkten.

## Leichtathletik-Länderkämpfe der Männer gegen Frankreich, gegen Polen und gegen die Tschechoslowakei
Als siebten, achten und neunten Saisonvergleich gab es am 15./16. Juni in Hannover die erste Veranstaltung des Jahres 1984, den die bundesdeutschen Leichtathleten gegen drei Gegner gleichzeitig in getrennter Wertung bestritten. Die gegnerischen Mannschaften kamen aus Frankreich, Polen und der Tschechoslowakei. Auch die Frauen trugen zum selben Datum am selben Ort einen Länderkampf gegen dieselben beiden Länder aus.
Gegen Frankreich traten die bundesdeutschen Männer zum 27. Mal in einem Zweiländerkampf an, alle vorangegangenen Aufeinandertreffen hatte Deutschland für sich entschieden. Darüber hinaus hatte es 1978 einen Nachwuchs-Vergleich gegeben, der ebenfalls an die Bundesrepublik gegangen war.
Gegen Polen hatten die bundesdeutschen Leichtathleten mit sieben zu acht bei einem Unentschieden in Zweiländerkämpfen eine negative Bilanz. Darüber hinaus hatte es Vergleiche unter Beteiligung weiterer Länder zwischen Polen und Deutschland mit unterschiedlichen Ausgängen gegeben.
Gegen die Tschechoslowakei trugen die bundesdeutschen Männer in Hannover ihre siebte Begegnung aus. Zuvor hatte es fünf bundesdeutsche Siege gegeben. Nur 1959 hatten die deutschen Vertreter eine Niederlage hinnehmen müssen, als das Team wegen einer Japanreise ihrer Spitzenathleten mit einer Zweitbesetzung hatten antreten müssen.
In Hannover waren die bundesdeutschen Sportler in allen drei Länderkämpfen erfolgreich. Gegen Frankreich siegten sie mit 129 zu 93 Punkten, gegen Polen mit 118 zu 101 Punkten und gegen die Tschechoslowakei am deutlichsten mit 131 zu 91 Punkten.

## Leichtathletik-Länderkämpfe der Frauen gegen Frankreich, gegen Polen und gegen die Tschechoslowakei
Als Saisonvergleiche Nummer zehn, elf und zwölf stand am 15./16. Juni in Hannover ein Event der Frauen an. Wie die Männer traten die bundesdeutschen Leichtathletinnen dabei in getrennter Wertung gegen Frankreich, Polen und die Tschechoslowakei an.
Gegen Frankreich hatte es zuvor in den Jahren 1968 und 1974 erst zwei Begegnungen der bundesdeutschen Leichtathletinnen gegeben, die die Bundesrepublik beide für sich entschieden hatte.
Fünfzehn Mal war die Bundesrepublik in Zweiländerkämpfen zuvor auf Polen getroffen. Zehn Mal hatten die bundesdeutschen Leichtathletinnen gesiegt, fünf Mal die Polinnen. Darüber hinaus hatte es 1981 ein weiteres Aufeinandertreffen unter Beteiligung von Großbritannien gegeben, das die Britinnen vor der Bundesrepublik und Polen gewonnen hatten.
Mit den tschechoslowakischen Frauen gab es in Hannover das sechste Aufeinandertreffen. Die vorangegangenen Begegnungen – zuletzt 1967 in Fulda – waren alle an die Bundesrepublik Deutschland gegangen.
Wie ihre männlichen Kollegen lagen die bundesdeutschen Frauen in allen drei Begegnungen am Ende vorn. Gegen Frankreich gewannen sie mit 94 zu 52 Punkten, gegen Polen mit 87 zu 59 Punkten und gegen die Tschechoslowakei mit 84 zu 62 Punkten.

## Straßenlauf-Länderkampf der Männer gegen die Schweiz, Frankreich, Italien und die Niederlande
Im dreizehnten Länderkampf des Jahres fand wieder eine Begegnung der Straßenläufer unter Beteiligung mehrerer Länder statt. Begonnen hatte dieser inzwischen traditionelle Vergleich mit den drei Ländern Schweiz, Bundesrepublik Deutschland und Niederlande. 1981 war er erweitert worden durch die Teilnahme von Italien und Österreich. 1982 kam als sechster Teilnehmer noch Frankreich hinzu. 1983 nahm anstelle von Österreich ein Team aus Belgien teil. In diesem Jahr trafen sich neben der Bundesrepublik Deutschland die Schweiz, Frankreich, Italien und die Niederlande, wobei die starken Italiener mit einem A- und einem B-Team vertreten waren. Gastgeber am 7. Juli war die Schweizer Stadt Obergerlafingen im Kanton Solothurn. Neunzehn Mal hatte es dieses Aufeinandertreffen als Dreiländerkampf gegeben. In den ersten elf Begegnungen hatten immer die bundesdeutschen Läufer vorne gelegen, doch von 1974 bis 1977 hatte sich vier Mal in Folge das Team aus der Schweiz vor der bundesdeutschen Mannschaft durchgesetzt. 1978 war diese Serie durch den zwölften Sieg des bundesdeutschen Teams gestoppt worden. 1979 hatten die niederländischen Läufer ihren ersten Sieg in diesen Länderkämpfen feiern können. 1980 hatte mit dem insgesamt dreizehnten Erfolg in dieser Serie erneut das bundesdeutsche Team vorn gelegen und in den letzten drei Jahren hatte sich immer Neuling Italien durchgesetzt. In diesem Jahr kam die italienische Mannschaft mit Platzziffer 23 zu ihrem vierten Sieg in Folge. Platz zwei belegte das B-Team aus Italien mit Pzf. 37 vor der Bundesrepublik Deutschland (Pzf. 48) und der Schweiz (Pzf. 75). Auf die Ränge fünf und sechs kamen die Niederlande (Pzf. 82) und Frankreich (Pzf. 85). Auch die Frauen führten am selben Tag und selben Ort einen Straßenlauf-Länderkampf durch.

## Straßenlauf-Länderkampf der Frauen gegen die Schweiz, Frankreich, Italien und die Niederlande
Im vierzehnten Saisonvergleich starteten die Straßenläuferinnen wie die Männer am 7. Juli in Obergerlafingen. Die Begegnung fand mit Teams aus der Schweiz, der Bundesrepublik, Frankreich, Italien und den Niederlanden statt. Im Vorjahr war anstelle der Schweiz Belgien dabei gewesen. Damals hatte Italien vor der Bundesrepublik und den Niederlanden die Oberhand behalten. In diesem Jahr lag in der Endabrechnung wieder Italien (mit Platzziffer zwölf) deutlich vorn. Die bundesdeutschen Vertreterinnen belegten mit Platzziffer sechzehn den zweiten Platz vor den Niederlanden (Pzf. 25). Frankreich wurde mit Pzf. 26 knapp dahinter Vierter vor der Schweiz (Pzf. 43).

## Leichtathletik-Länderkampf der Männer gegen Griechenland, Bulgarien und Ungarn
Der Vergleich Nummer fünfzehn war ein Vierländerkampf der Männer mit dem allgemeinen leichtathletischen Programm zwischen Griechenland, einer bundesdeutschen B-Mannschaft, Bulgarien und Ungarn. Gastgeber am 10./11. Juli war die griechische Hauptstadt Athen. In dieser Form waren die vier Nationen noch nicht gegeneinander angetreten. In der Länderkampfwertung setzte sich Bulgarien durch mit 211 Punkten vor Ungarn mit 203 Punkten. Deutlich dahinter kam die B-Auswahl der Bundesrepublik Deutschland mit 153 Punkten auf den dritten Platz. Nur knapp zurück belegte Griechenland mit 145 Punkten den vierten und letzten Platz.

## Leichtathletik-Länderkampf der Männer gegen Italien
Auch im sechzehnten Saisonvergleich waren die bundesdeutschen Männer gegen Italien wieder mit einer B-Mannschaft am Start. Das Aufeinandertreffen fand am 15. Juli in Caorle, am nordadriatischen Strand gelegen, statt. Italien war schon sehr häufig Gegner einer deutschen Männermannschaft gewesen, zuletzt hatte es 1983 eine Begegnung unter Beteiligung von Polen in getrennter Wertung gegeben, die Deutschland für sich entschieden hatte. 1980 und 1981 hatte es auch zwei Vergleiche der Nachwuchs-Athleten dieser beiden Länder gegeben, deren Bilanz eins zu eins lautete. Zwischenzeitlich hatte es darüber hinaus vier Veranstaltungen als Sechsländerkampf gegeben, an denen zusätzlich Belgien, Frankreich, die Niederlande und die Schweiz beteiligt waren. Alle vorangegangenen Treffen hatten die deutschen Teams für sich verbucht. Die bundesdeutsche Zweitauswahl musste sich auch hier in Caorle geschlagen geben. Der Länderkampf endete mit 123 zu 97 Punkten für Italien.

## Leichtathletik-Länderkämpfe der Frauen gegen Polen, gegen Bulgarien und gegen Ungarn
Die Länderkämpfe Nummer siebzehn, achtzehn und neunzehn wurden wieder als gemeinsame Veranstaltung von vier Ländern mit getrennten Wertungen für jeweils zwei Nationen durchgeführt. Das Event wurde als Länderkampf der Frauen am 15. Juli in der polnischen Hauptstadt Warschau gegen Gastgeber Polen, Bulgarien und Ungarn ausgetragen.
Schon mehrfach waren die bundesdeutschen Frauen in diesem Jahr auf Polen getroffen, einmal davon wie jetzt auch in einem Länderkampf mit dem allgemeinen leichtathletischen Programm. Das war am 15./16. Juni in Hannover der Fall gewesen. Einschließlich dieses letzten Vergleichs stand es in der Summe aller Zweiländerkämpfe elf zu fünf für Bundesrepublik. Darüber hinaus hatte es Vergleiche unter Beteiligung weiterer Länder zwischen Polen und Deutschland mit unterschiedlichen Ausgängen gegeben.
Auch mit Bulgarien hatte es in diesem Jahr bereits zwei Frauenbegegnungen der Werferinnen und Geherinnen gegeben. In allgemeinen Länderkämpfen trafen die beiden Länder nun zum fünften Mal aufeinander. Die Bilanz gegen Bulgarien stand wie die gegen Polen unentschieden, die Bundesrepublik und Bulgarien hatten je zweimal gewonnen.
Gegen Ungarn war dies die vierte Begegnung der bundesdeutschen Frauen in einem Zweiländerkampf. Die drei vorausgegangenen Aufeinandertreffen hatte die Bundesrepublik für sich entschieden.
Im Gegensatz zu den beiden vorausgegangenen Länderkämpfen in dieser Saison mit mehreren Teams in getrennten Zweierwertungen kam es hier in Warschau nicht nur zu bundesdeutschen Siegen. Gegen Polen gab es eine Niederlage mit 59 zu 97 Punkten. Auch den Bulgarinnen mussten sich die deutschen Frauen geschlagen geben, das Ergebnis lautete 102 zu 52 Punkte für Bulgarien. Nur gegen Ungarn erzielten die Bundesrepublik Deutschland mit 79,5 zu 76,5 Punkten einen knappen Erfolg.

## Siebenkampf-Länderkampf der Frauen gegen die Sowjetunion
Im zwanzigsten Saisonvergleich kamen die bundesdeutschen Siebenkämpferinnen zu ihrem zweiten Auftritt in dieser Saison. Am 8./9. September trafen sie im münsterländischen Ahlen auf die Sowjetunion. Zum dritten Mal wurde anstelle eines Fünfkampfs ein Siebenkampf ausgetragen. Dreizehn Mehrkampfbegegnungen zwischen diesen Teams hatte es zuvor gegeben, neun hatte die Sowjetunion gewonnen (darunter auch die beiden Siebenkämpfe 1981 und 1982), vier die Bundesrepublik Deutschland. Mit 18.820 zu 17.445 Punkten siegten die sowjetischen Sportlerinnen und bauten damit ihren Vorsprung gegenüber der Bundesrepublik im Mehrkampf auf zehn zu vier aus. Zwei Wochen später wurden in Ahlen zwei weitere Länderkämpfe ausgetragen.

## Geher-Länderkampf der Frauen gegen Frankreich
Der Vergleich Nummer 21 war der einzige Länderkampf der Geherinnen in diesem Jahr. Als Gegnerinnen traten am 22. September in Ahlen zum sechsten Mal Vertreterinnen aus Frankreich in einem Zweiländerkampf gegen das bundesdeutsche Team an. Die erste Begegnung 1977 und das letzte Aufeinandertreffen 1981 waren an Frankreich gegangen, die drei dazwischen liegenden Vergleiche hatte die Bundesrepublik für sich entschieden. In Ahlen mussten die bundesdeutschen Geherinnen mit neun zu dreizehn Punkten ihre zweite Niederlage in Folge einstecken. Auch die Männer führten in Ahlen am selben Wochenende einen Geherländerkampf durch.

## Geher-Länderkampf der Männer gegen Frankreich
Der 22. und letzte Vergleich 1984 war eine Begegnung der Geher, die wie ihre Kolleginnen am Wochenende des 22./23. Septembers in Ahlen gegen Frankreich antraten. Das Aufeinandertreffen wurde mit einem Wettbewerb mehr als beim Wettkampf der Frauen zweitägig ausgetragen. Die Begegnung fand als Zweiländerkampf zum achten Mal statt, fünf Mal hatte die Bundesrepublik gesiegt, zweimal Frankreich. Zuvor hatte es außerdem Länderkämpfe mit den französischen Gehern gegeben, an denen weitere Nationen beteiligt waren. In allen diesen Wettkämpfen hatten die bundesdeutschen Vertreter vorne gelegen. Wie die Frauen mussten sich auch die männlichen Geher in Ahlen ihren französischen Kontrahenten geschlagen geben. Der Länderkampf endete mit 23 zu 21 Punkten für Frankreich.